# フランシス・ウィメット

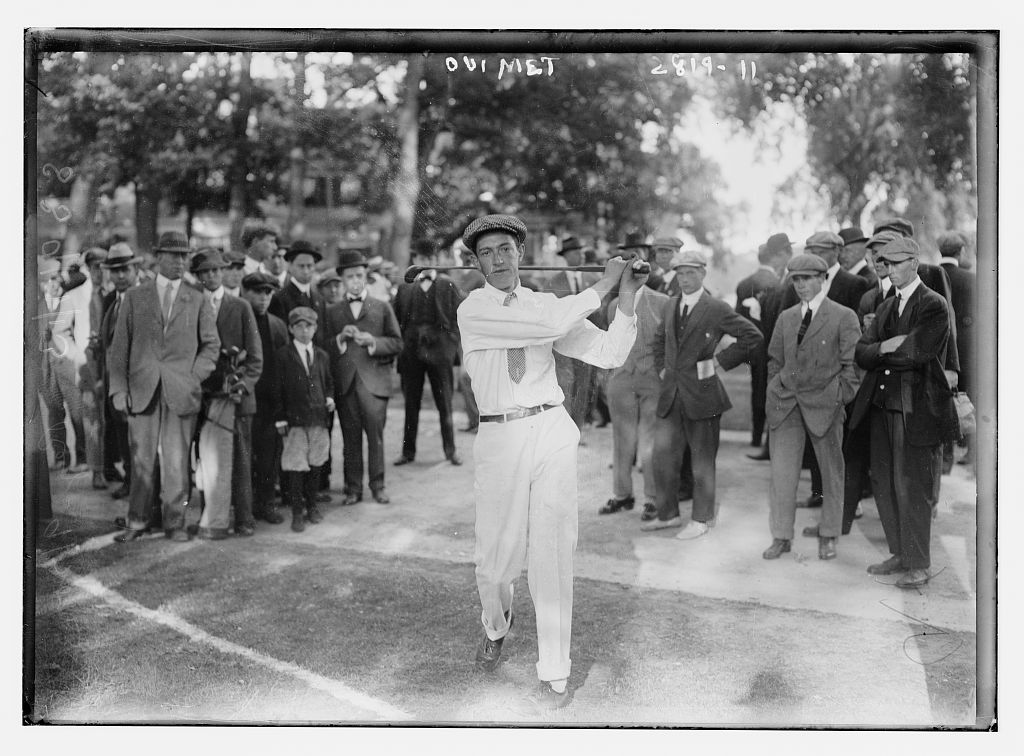
1913年全米オープンのウイメット

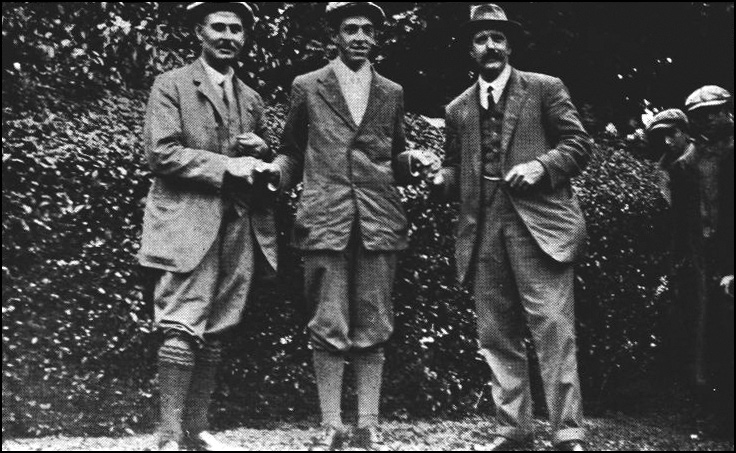
プレーオフ参加者 左からハリー・バードン、ウィメット、テッド・レイ

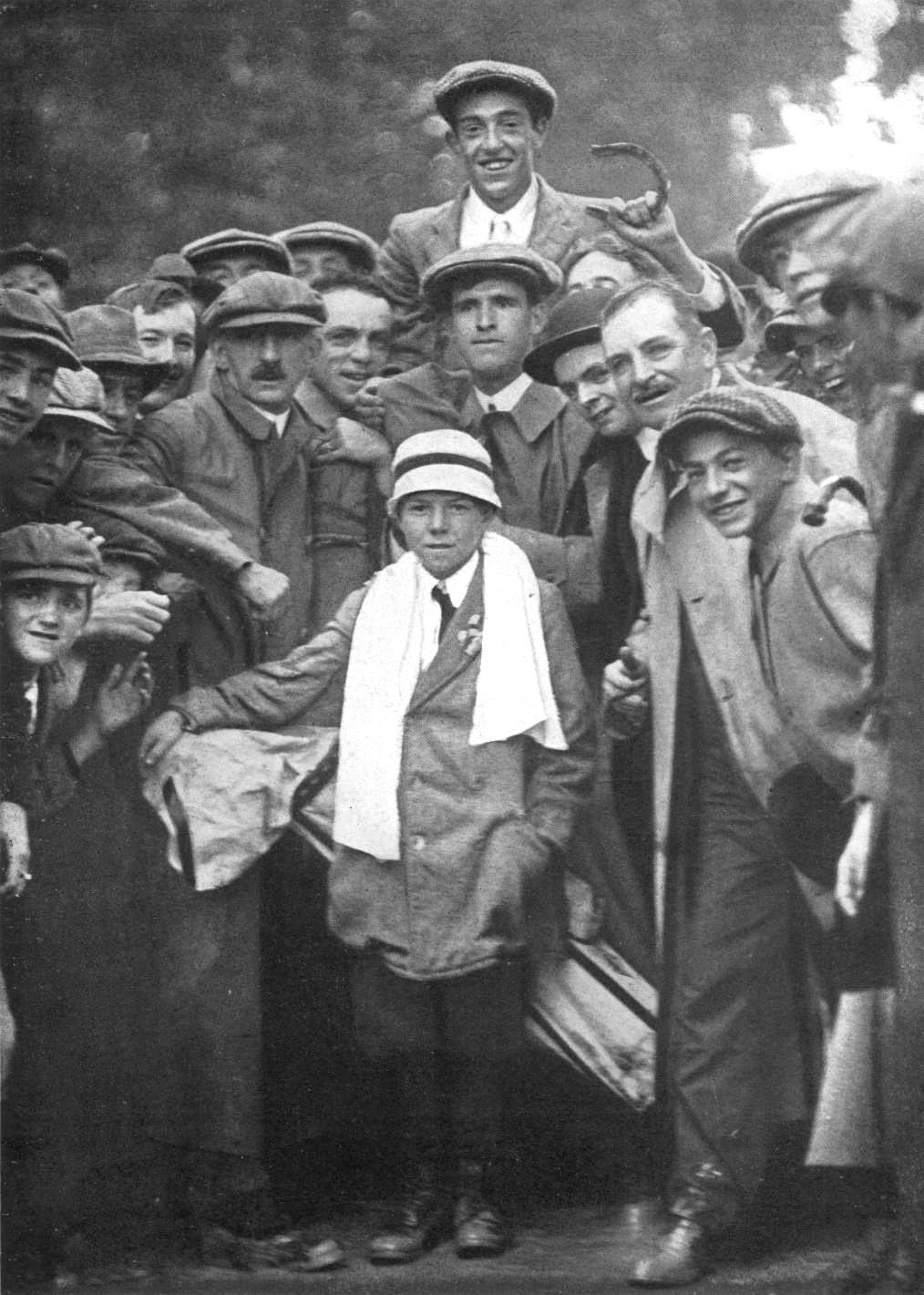
肩に白いタオルを巻いた10歳のキャディ、エディ・ロワリーとの勝利を祝うウイメット（後方中央）

フランシス・デサール・ウィメット（Francis DeSales Ouimet、1893年5月8日 - 1967年9月2日）は、米国人アマチュアゴルファーで、しばしば「アマチュアゴルフの父」と呼ばれる。1913年に全米オープンで優勝し、また、セントアンドリュースのロイヤルアンドエンシェントゴルフクラブ (R&A) のキャプテンに英国人以外から初めて選出された。1974年に世界ゴルフ殿堂入りした。

## 若年期
マサチューセッツ州ボストンの南西にあるブルックラインでフランス系カナダ人移民の父アーサー・ウィメットとアイルランド移民の末裔である母メアリー・エレン・バークの間に生まれた。4歳の時、ザカントリークラブ (The Country Club) の17番ホールの真向かいにあるクライドストリートに家族が家を購入し、そこに引っ越した。ウィメット家は最貧層に近い階層に属していて、そのころの米国ではゴルフをプレーするのは難しかった。当時は一般に、アマチュアゴルフは富裕層の贅沢な趣味であり、一方でプロゴルフは元キャディーらに競技の場と収入をもたらすものと考えられていた。実際、USGA はアマチュアという身分資格要件として16歳以降でキャディをすることを禁じており、これに違反するとアマチュア資格をはく奪された。
ウィメットは幼い頃からゴルフに興味を持ち、11歳でザカントリークラブのキャディを始めた。兄がくれたクラブセットと、コースで見つけたボールを使って、独学でゴルフを習得し、上達した。たちまち多くのクラブメンバーやキャディーマスターのダン・マクナマラの目に留まることになった。ハイスクール低学年の時、父から、学校を中退して人生でもっと「役に立つこと」をすべきだと言われた。ウィメットは乾物店でしばらく働いた後、のちの野球殿堂入り選手ジョージ・ライトが所有するスポーツ用品店に就職した。

## ゴルフ歴

### 1913年全米オープン
1913年、ウィメットは20歳で最初の重要なゴルフ大会であるマサチューセッツアマチュアに優勝し、さらにその後もこの大会では5回優勝した。彼は9月上旬にニューヨーク州のロングアイランドにあるガーデンシティーゴルフクラブで開催された米アマチュアゴルフ選手権に出場、準々決勝で、最終的にこの大会の優勝者となるジェローム・トラバーズに敗れたが、この対戦を見ていた当時の USGA 会長ロバート・ワトソンから、主としてプロが出場する大会である全米オープン選手権に出場しないかと個人的に誘われた。全米オープンは通常毎年6月に開催されるが、この年は9月中旬に変更されていた。著名な英国人ゴルファーであるハリー・バードンとテッド・レイ（ともにジャージー出身）を招待するためだった。バードンは1900年の全米オープンの勝者で、全英オープンにはこのときまでに5回優勝していた。レイは前年（1912年）の全英オープン優勝者だった。1913年の全米オープンはウィメットが一番よく知っているブルックラインのザカントリークラブで開催される。ウィメットは当初は辞退した。仕事を休んで全米アマに出場して帰ったばかりだというのがその理由だった。だが雇用主の協力が得られ出場できることが決まった。
ウィメットにとって全米オープンに出場するのはこれが初めてだった。10歳のエディー・ロワリーがウィメットのキャディを務めた。72ホール（3ラウンド）を終了してウィメット、バードン、レイの3人が同スコアで並び、翌日、雨の降るなか18ホールのプレーオフが行われた。ウィメットはこのプレーオフを1アンダーで回り、バードンに5ストローク、レイに6ストロークの差をつけて優勝した。この勝利は、世界のトップ2とみなされ、強い人気を誇った英国人を破ったという驚愕と動揺を広くもたらした。全米オープンに初めて優勝したアマチュアでもあり、プレーオフにはこれまでにない数のギャラリーがついた。ウィメットの優勝を国中の新聞がトップページで報道した。
ウィメットの全米オープン優勝により、ゴルフは米国の主要スポーツの一つとなった。この勝利まで、ゴルフ界は英国人に独占支配されており、また米国においてゴルフは会員制のクラブに入会できる者だけが特権的にプレーできるものと考えられていた。公営のゴルフ場の数も少なかった（最初の公営コースはニューヨークシティのヴァンコートランドゴルフコースで、開設は1895年）。1913年のウィメットの優勝後10年間でゴルフ人口は3倍に増え、公営ゴルフ場を含む沢山のコースも開場した。
1963年、ボストンの公共テレビ局であるWGBH-TVは、1913年の全米オープンでの勝利50周年を記念して、マサチューセッツ州ブルックラインのザカントリークラブにおいてウィメットとのインタビュー収録を実施し、これを放送した。ウォルトディズニー映画 “The Greatest Game Ever Played” のDVD版にはそのインタビューシーンが付録されている。ディズニー映画社は「artistic license（芸術的許容、詩的許容）」を取得しており、実際にはウィメットは2位に5ストロークのリードで優勝したが、映画では1ストローク差で勝利したと描写されている。

### 論争解決
ウィメットは決してプロゴルファーに転向しなかった。全米オープンでの勝利以前の段階で、既にビジネスの世界に身を置きたいとの願望を持っていた。しかし、1916年に USGA はこの団体史上最も議論の余地のある決定の一つとして、ウィメットからアマチュア資格を剥奪した。その理由は、彼が高い知名度でもって彼自身のスポーツ用品ビジネスにこれを利用していた、すなわちゴルフで生計を立てているとみなされたことによる。当時、キャディは16歳になったらプロ宣言をしない限りはキャディ職を続けることができないとされたほどアマチュア資格には厳しかった。それでもこの決定はいかにも不合理なもので、ウィメットを支持するゴルファーからは相当な非難を受けた。1918年、ウィメットは米陸軍に入隊し第一次世界大戦を戦い、中尉に昇進した。戦後、USGA はウィメットのアマチュア資格を密かに回復させた。ウィメットは USGA に対して恨みを抱いているといった態度をとることも無く、むしろいくつかの委員会の委員を務めるなど、USGAに協力的態度を示した。
1931年、2度目の全米アマチュア選手権優勝を果たした。1920年代には当時のアマチュアゴルフ界で台頭していたボビー・ジョーンズと何度かマッチプレー対戦をしたが、接戦にはなるが負けることが多かった。

### 後年の成果
ウィメットは全米アマに2度優勝した（1914年と1931年）。また、ウォーカーカップの初回から連続で8回にわたり選手として、またその後4回はキャプテンとして出場し、11勝1敗の成績を残している。1951年には英国人以外では初めてR&Aのキャプテンに選出された。また1955年にはゴルフにおける卓越したスポーツマンシップが認められ、USGAから最高の栄誉を称えるボブジョーンズ賞の初受賞者に選出された。彼の名前はあちこちのゴルフ殿堂で見ることができ、USGA 博物館には彼の名前が冠された部屋まである。
ウィメットは2つの重要な功績を残した。彼はクラブの握り方としてオーバーラッピンググリップを採用してトッププレーヤーとなった初めて人物だった。様々なグリップ法を開発したことで有名なバードンを模倣した可能性が高いが、このオーバーラッピンググリップはその後広く普及し多くのチャンピオンを生んだ。「オーバーラッピング」の名称は、左手人差し指と中指の間に右手の小指を重ねるところから名付けられたものである。また、後年偉大なプレーヤーの一人に成長したジーン・サラゼンを指導し勇気づけた。

## フランシスウイメット奨学基金
1949年にウィメットの友人らが彼を称えた奨学基金を設立し、フランシスウィメット奨学基金(Francis Ouimet Scholarship Fund) と名付けた。マサチューセッツ州内でキャディーとして働いている若者に大学奨学金を提供するもので、初年度には13名に対して総額4,600ドルが支払われた。これ以降5,100人以上の学生がウィメット奨学生に選ばれ、2,600万ドルを超える金額がニーズに応じて授業料として支払われている。現在の奨学金要件は、マサチューセッツ州内で最低2年間キャディーとしての仕事をしたか、プロショップやコース管理をして働いていた若者、とされている。
ウィメット奨学基金は全米でも2番目の規模を持つキャディを対象とした奨学金基金であり、マサチューセッツ州内では最大の独立奨学基金となっている。学生は厳しい書類審査と面接を経なければならないが、いったん選抜されると希望するどんな学校にでも通うことができる。これが全米最大のキャディ奨学基金であるエバンズ奨学金との相違点であり、ウィメット奨学金はニーズベースの奨学金であり、4年間にわたり数千ドルから3万ドル、あるいはそれ以上の支払いが行われる。
1997年にフランシス・ウィメット ゴルフ生涯貢献賞 (The Francis Ouimet Award for Lifelong Contributions to Golf) が創設され、奨学基金のバンケットで毎年授与式が行われる。過去の受賞者としてはアーノルド・パーマー（1997年）、ピーター・ヤコブセン（2006年）、ジャック・ニクラス（2007年）、アニカ・ソレンスタム（2010年）などが含まれる。

## 描写
1988年、彼の名誉を称えて25セントの記念切手にウィメットの肖像が登場した。
作家マーク・フロストはウィメットの全米オープン勝利を中心とした伝記小説、”The Greatest Game Ever Played” を出版した。直後にウォルトディズニースタジオ社から映画化を持ち掛けられ、この映画は2005年に封切りされた。ウィメット役はシャイア・ラブーフで監督はビル・パクストン、演出はラリー・ブレズナー。
“The Greatest Game” の表紙は、全米オープン優勝時に撮影された、10歳のキャディであるエディ・ロワリーと一緒のウィメットの写真で飾られている。この象徴的画像は米国のゴルフ界で最も有名なものの一つであり、USGA の100周年記念のロゴにも使用された。この写真を基にしたウィメットとエディ二人の像がマサチューセッツのブルックラインとフロリダ州オーガスティンの世界ゴルフ殿堂に飾られている。

## 私生活
ウィメットはビジネスマンになって中流に這い上がることを目指していた。当時は、プロゴルファーをやっていたのでは到底望めない目標だった。全米オープン優勝から10年経たないうちに銀行家として働き始め、ついにはずっとなりたいと思っていた株式ブローカーとなった。最終的にはブラウンブラザーズハリマンの顧客財務アドバイザーの職を得た。
第一次世界大戦中、彼はアメリカ陸軍に勤務した。
1918年9月11日にステラ・M・サリバンと結婚し、2人の娘をもうけた：ジャニス・サルヴィとバーバラ・マクリーン。
1967年9月2日、マサチューセッツ州ニュートンにおいて74歳で死亡した。

## トーナメント勝利（27勝）
- 1909 ボストンインタースコラスティクス
- 1910 ボストンインタースコラスティクス、ウッドランドゴルフクラブオープン
- 1911 ウッドランドゴルフクラブオープン
- 1912 オールストンゴルフクラブオープンチャンピオンシップ、カントリークラブカップ
- 1913 全米オープン、マサチューセッツ州アマチュア、メドウブルックゴルフクラブオープン
- 1914 全米アマチュア、マサチューセッツ州アマチュア、フランス語アマチュア
- 1915 マサチューセッツ州アマチュア、ボルチモアカントリークラブ春季インビテーショナル
- 1917 ウェスタンアマチュア
- 1919 マサチューセッツアマチュア
- 1920 ノースアンドサウスアマチュア
- 1922 マサチューセッツ州アマチュア、ヒューストンインビテーショナル
- 1923 セントジョージチャレンジ
- 1924 クランプメモリアル
- 1925 マサチューセッツ州アマチュア、ゴールドマシートーナメント、バミューダハンディキャップトーナメントアットリドルズベイ
- 1927 クランプメモリアル
- 1931 全米アマチュア
- 1932 マサチューセッツ州オープン
- 1934 ボストンオープン

プロとアマチュアのメジャー勝利は太字で表示。

## メジャー大会（3勝）

### プロの勝利（1）
| 年   | 大会         | 54ホール終了時 | スコア                    | 2位との打数差 | 準優勝                         |
| ---- | ------------ | -------------- | ------------------------- | ------------- | ------------------------------ |
| 1913 | 全米オープン | タイ           | +12（77-74-74-79 = 304 ） | プレーオフ1   | ハリー・バードン、テッド・レイ |

1 18ホールのプレーオフでバードンとレイを破る - ウィメット 72（-1）、バードン 77（+4）、レイ78（+5）

### アマチュアとしての勝利（2勝）
| 年   | 大会     | スコア | 準優勝                   |
| ---- | -------- | ------ | ------------------------ |
| 1914 | 全米アマ | 6＆5   | ジェローム・トラバーズ   |
| 1931 | 全米アマ | 6＆5   | ジャック・ウェストランド |

### 結果のタイムライン
| 大会         | 1910 | 1911 | 1912 | 1913 | 1914 | 1915 | 1916 | 1917 | 1918 | 1919 |
| ------------ | ---- | ---- | ---- | ---- | ---- | ---- | ---- | ---- | ---- | ---- |
| 全米オープン |      |      |      | 1 LA | T5   | T35  |      | NT   | NT   | T18  |
| 全英オープン |      |      |      |      | T56  | NT   | NT   | NT   | NT   | NT   |
| 全米アマ     | DNQ  | DNQ  | DNQ  | R16  | 1    | R16  |      | NT   | NT   | QF   |
| 全英アマ     |      |      |      |      | R128 | NT   | NT   | NT   | NT   | NT   |

| トーナメント | 1920 | 1921  | 1922 | 1923 | 1924 | 1925 | 1926 | 1927 | 1928 | 1929 |
| ------------ | ---- | ----- | ---- | ---- | ---- | ---- | ---- | ---- | ---- | ---- |
| 全米オープン |      |       |      | T29  |      | T3   |      |      |      |      |
| 全英オープン |      |       |      |      |      |      |      |      |      |      |
| 全米アマ     | 2    | R16 M | R16  | SF   | SF   | DNQ  | SF   | SF   | R32  | SF   |
| 全英アマ     |      | R128  |      | SF   |      |      | R64  |      |      |      |

| トーナメント | 1930 | 1931 | 1932 | 1933 | 1934 | 1935 | 1936 | 1937 | 1938 | 1939 |
| ------------ | ---- | ---- | ---- | ---- | ---- | ---- | ---- | ---- | ---- | ---- |
| マスターズ   | NYF  | NYF  | NYF  | NYF  |      |      |      |      |      |      |
| 全米オープン |      |      |      |      |      |      |      |      |      |      |
| 全英オープン |      |      |      |      |      |      |      |      |      |      |
| 全米アマ     | R32  | 1    | SF   |      | R256 | R256 | R64  | WD   |      | DNQ  |
| 全英アマ     | R32  |      |      |      | R256 |      |      |      | R64  |      |

| トーナメント | 1940 | 1941 | 1942 | 1943年 | 1944 | 1945 | 1946 | 1947 | 1948 | 1949 |
| ------------ | ---- | ---- | ---- | ------ | ---- | ---- | ---- | ---- | ---- | ---- |
| マスターズ   |      | WD   |      | NT     | NT   | NT   |      |      |      |      |
| 全米オープン |      |      | NT   | NT     | NT   | NT   |      |      |      |      |
| 全英オープン | NT   | NT   | NT   | NT     | NT   | NT   |      |      |      |      |
| 全米アマ     | DNQ  |      | NT   | NT     | NT   | NT   |      |      |      |      |
| 全英アマ     | NT   | NT   | NT   | NT     | NT   | NT   |      | R32  |      | R128 |

| トーナメント | 1950 |
| ------------ | ---- |
| マスターズ   |      |
| 全米オープン |      |
| 全英オープン |      |
| 全米アマ     |      |
| 全英アマ     | R128 |

アマチュア
 M = メダリスト
LA = ローアマチュア
NYF = トーナメント未設立
NT = トーナメントなし
WD = 途中棄権
タイスコア
DNQ = マッチプレイまで進めず
R256、R128、R64、R32、R16、QF、SF = 試合でプレイヤーが負けたラウンド

### 概要
| トーナメント           | 優勝 | 2位 | 3位 | トップ5 | トップ10 | トップ25 | 出場回数 | 予選通過 |
| ---------------------- | ---- | --- | --- | ------- | -------- | -------- | -------- | -------- |
| マスターズトーナメント | 0    | 0   | 0   | 0       | 0        | 0        | 1        | -        |
| 全米オープン           | 1    | 0   | 1   | 3       | 3        | 4        | 6        | -        |
| 全英オープン           | 0    | 0   | 0   | 0       | 0        | 0        | 1        | -        |
| 全米アマチュア         | 2    | 1   | 6   | 10      | 14       | 16       | 26       | 19       |
| 全英アマチュア         | 0    | 0   | 1   | 1       | 1        | 3        | 10       | -        |
| 合計                   | 3    | 1   | 8   | 14      | 18       | 23       | 44       | 19       |

- 連続予選通過 – 9（1913全米アマ – 1924全米アマ）
- トップ10の連続回数 – 3（1921年全米アマ – 1923年全英アマ、1923年全米アマ – 1925年全米オープン）

## 米国代表チームでの出場数
- ウォーカーカップ ： 1922年 （勝者）、1923年 （勝者）、1924年（勝者）、1926年（勝者）、1928年 （勝者）、1930年 （勝者）、1932年 （勝者、キャプテン役）、1934年 （勝者、キャプテン役）、1936年 （勝者、プレーしていないキャプテン）、1938 （プレーしていないキャプテン）、1947 （勝者、プレーしていないキャプテン）、1949 （勝者、プレーしていないキャプテン）

- キャディー殿堂入り者のリスト

## 参照資料

### 一般的な参考文献
- ：USオープンと米国のアマチュアのためのソースUSGA選手権データベース
- 1914年全英オープンのソース： www.theopen.com [リンク切れ]
- 1914年のイギリスのアマチュアのソース： Golf Illustrated、1914年7月、pgs。22-34。
- 1921年の英国のアマチュアのソース： アメリカのゴルファー、1921年6月4日、ページ24。
- 1923年の英国のアマチュアのソース： アメリカのゴルファー、1923年7月、pgs.48および50。
- 1926年のイギリスのアマチュアのソース： アメリカのゴルファー、1926年7月、ページ58。
- 1930年のイギリスのアマチュアのソース： グラスゴー・ヘラルド、1930年5月30日、ページ13。
- 1934年の英国のアマチュアのソース： アメリカのゴルファー、1934年7月、ページ16。
- 1938年イギリスのアマチュアのソース： TIME誌、1938年6月6日
- 1941年マスターズのソース： www.masters.com
- 1947年の英国のアマチュアのソース： グラスゴー・ヘラルド、1947年5月30日、ページ5。
- 1949年英国アマチュアの出典： グラスゴー・ヘラルド、1949年5月25日、ページ2。
- 1950英国アマチュアのソース： The Glasgow Herald、1950年5月25日、pg.9。